# Tessarakonteres
La Tessarakonteres ( in greco τεσσαρακοντήρης?, "quaranta remi"), o semplicemente "quaranta" era una galea catamarano molto grande, secondo quanto riferito, costruita nel periodo ellenistico da Tolomeo IV Filopatore d'Egitto. È stata descritta da numerose fonti antiche, tra cui un'opera perduta di Callisseno di Rodi e testi superstiti di Ateneo e Plutarco. Secondo queste descrizioni, supportate dalla moderna ricerca di Lionel Casson, le enormi dimensioni della nave la resero poco pratica e fu costruita solo come nave di prestigio, piuttosto che come efficace nave da guerra. Il nome "quaranta" non si riferisce al numero di remi, ma al numero di vogatori su ciascuna colonna di remi che la spingeva, e alle dimensioni descritte sarebbe stata la nave più grande costruita nell'antichità, e probabilmente la più grande nave a propulsione umana mai costruita.
A questa nave militare bisogna ricordare anche la magnifica nave di rappresentanza, voluta sempre da Tolomeo IV, il Thalamegos.

## Fonti

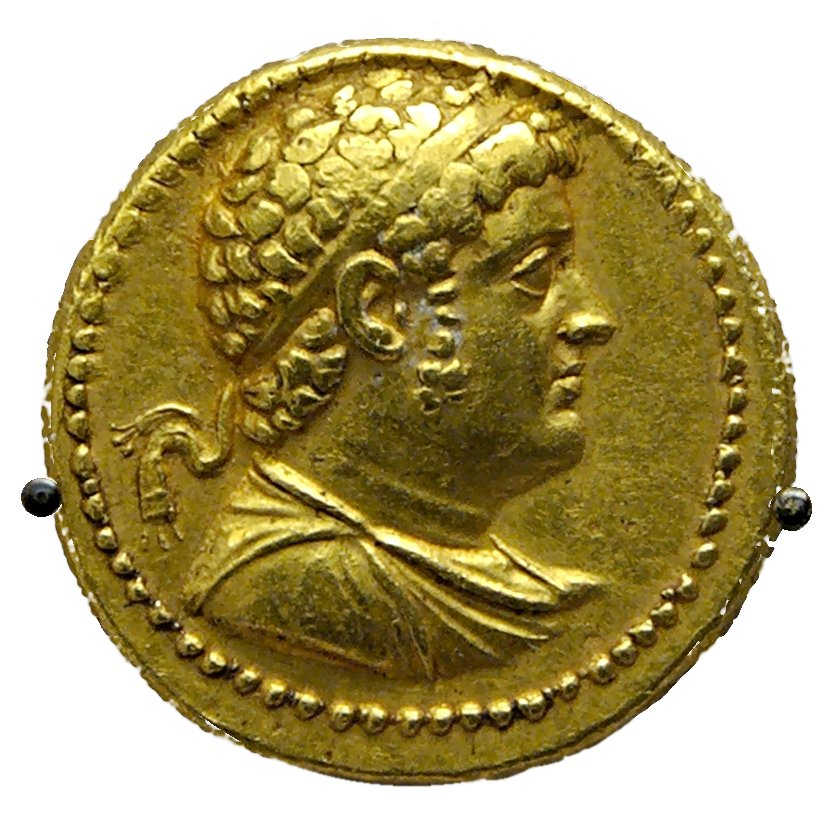
Tolomeo IV, che ordinò la costruzione della nave

Secondo quanto riferito, la "quaranta" fu costruita da Tolomeo IV Filopatore d'Egitto nel III secolo a.C. Fu descritta per la prima volta dal suo contemporaneo Callisseno di Rodi nella perduta Peri Alexandreias. All'inizio del III secolo dell'era volgare, Ateneo la cita nel suo Deipnosophistae.
Plutarco, scrivendo alla fine del I secolo, menzionò anche questo immenso vascello nella sua Vita di Demetrio, parte della sua Vite parallele, in disaccordo o rettificando leggermente l'altezza alla sommità della poppa, che egli riporta come quarantotto cubiti:

## Configurazione dei remi

Raffigurazione della posizione dei vogatori in tre diversi livelli (dall'alto: thranitai, zygitai e thalamitai) in una trireme greca.

La trireme, una galea a tre ranghi con un uomo per remo, fu la principale nave da guerra ellenistica fino al IV secolo a.C. A quel tempo, una richiesta di navi più pesanti portò allo sviluppo di "polireme" che significa "molti remi", applicato a "quattro" ( tetre- in greco, quadri- in latino) o più e "cinque" (penta - in greco, quinque- in latino) e successivamente fino a "dieci", la più grande che sembra sia stata utilizzata in battaglia. Furono costruite polireme più grandi, Tolomeo II Filadelfo che costruì una "venti" e una "trenta", e Tolomeo IV Filopatore costruì la "quaranta".
Il numero massimo pratico di ranghi di remi che una nave poteva avere logisticamente era tre (greco e latino tri- ). 
Oltre la "tre", il numero nel nome del tipo non si riferiva più al numero di ranghi di remi (come per bireme e trireme, rispettivamente due e tre ranghi di remi con un vogatore per remo), ma al numero di vogatori per sezione verticale, con diversi uomini su ogni remo. Infatti, solo perché una nave era designata con un numero più grande non significava necessariamente che avesse o operasse tutti e tre i possibili ranghi: la quadrireme poteva essere una semplice evoluzione di una trireme standard, ma con due vogatori sul remo superiore; potrebbe anche essere stata una bireme con due uomini su ogni remo, oppure potrebbe aver avuto un solo rango con quattro uomini su ogni singolo remo. Le classi di navi potevano differire nella loro configurazione tra le regioni e nel tempo, ma in nessun caso una nave "quattro" aveva quattro ranghi orizzontali di remi.
Dalle galee utilizzate nel XVI-XVIII secolo, è noto che il numero massimo di uomini che possono manovrare un singolo remo in modo efficiente è otto. Inoltre, Casson scrive che i remi erano della lunghezza corretta per non più di otto rematori.
La menzione di Callisseno della thranite "quaranta" (il livello più elevato di una trireme) remi porta Casson a determinare che la "quaranta" aveva tre ranghi. Indica il limite pratico di otto vogatori per ogni remo, dando una classe di dimensioni massime di "ventiquattro", nonché la necessità di un ponte molto più grande di quello che una nave potrebbe avere al fine di ospitare il numero riportato di soldati. Combinato con la descrizione di Callisseno della nave con due teste e due poppe, Casson suggerisce che la "quaranta" doveva essere un catamarano composto da due "venti" unite insieme da un ponte. Ogni colonna o sezione della nave sarebbe stata composta da venti rematori; forse otto vogatori nel primo rango di ogni sezione, sette nel mezzo e cinque nell'ultimo.

## Specifiche
Come catamarano di due "venti" con 4.000 rematori, ce ne sarebbero stati 2.000 per scafo e quindi 1.000 per lato. La lunghezza di 130 m avrebbe consentito ampio spazio per le 50 sezioni verticali di tre remi ciascuna, con ciascuna sezione verticale che poteva ospitare 20 vogatori (da cui la designazione "venti"). Quindi ci sarebbero stati 150 remi per lato. Casson ha suggerito che era possibile che i due lati interni non fossero dotati di remi e che i vogatori di quei lati agissero come equipaggio di riserva per quelli sul lato esterno, quindi le "quaranta" avrebbero avuto 300 o 600 remi.

### Dettagli
Fonte:
- Lunghezza: 280 cubiti, (130 metri)
- Larghezza: 38 cubiti, (17 metri per scafo catamarano se l'ipotesi di Casson è corretta)
- Altezza dalla linea di galleggiamento alla punta di poppa: 53 cubiti, (24,2 metri)
- Altezza dalla linea di galleggiamento alla punta di prua: 48 cubiti, (22 metri)
- Lunghezza remi di governo (4): 30 cubiti, (14 metri)
- Remi più lunghi: 38 cubiti, (17 metri)
- Rematori: 4.000
- Ufficiali, marinai: 400
- Soldati: 2.850

### Uso
Aveva sette arieti navali, con uno primario, e il ponte avrebbe fornito una piattaforma stabile per catapulte che erano spesso montate su supergalee. Tuttavia, la "quaranta" era probabilmente solo un fiore all'occhiello; Plutarco descrive la nave solo come da esposizione.

### Varo
Per varare l'enorme nave, gli ingegneri avevano ideato una, allora nuova, costruzione di un bacino di carenaggio. È stato calcolato che il bacino avrebbe potuto aver bisogno di circa 3.400.000 litri d'acqua per sollevare la nave.